# قرار مجلس الأمن التابع للأمم المتحدة رقم 1073
قرار مجلس الأمن التابع للأمم المتحدة رقم 1073، الذي اعتمد في 28 أيلول / سبتمبر 1996، بعد أن أشار المجلس إلى جميع القرارات المتعلقة بالقدس مشيرًا إلى رسالة من السعودية نيابة عن الجامعة العربية، دعا إسرائيل إلى وقف وعكس جميع الأفعال التي قد أدت إلى تفاقم في المنطقة.

## الخلفية
في 23 أيلول / سبتمبر 1996، فتحت إسرائيل نفقًأ يربط بين حائط البراق بمخرج بالقرب من الحرم القدسي الشريف. وأثار الافتتاح اشتباكات استمرت لمدة خمسة أيام، في الأراضي أسفرت عن مقتل 56 فلسطيني و14 إسرائيلي. وأصيب 300 آخرون بجروح.

## القرار
أُعرب عن القلق إزاء المصادمات التي وقعت بين الفلسطينيين و‌الجيش الإسرائيلي في القدس و‌نابلس و‌رام الله و‌بيت لحم و‌قطاع غزة مما أسفر عن وفيات وإصابات في كلا الجانبين. وكان هناك أيضًا قلق إزاء الآثار الأوسع نطاقًا على عملية السلام في الشرق الأوسط ككل.
وجرى الحث على وقف جميع الأعمال التي تقوم بها إسرائيل وعكس مسارها، في حين دعي إلى ضمان سلامة الفلسطينيين واستئناف المفاوضات.
اعتمد القرار 1073 بأغلبية 14 صوتًا مقابل لا شيء، مع امتناع الولايات المتحدة عن التصويت.

## وصلات خارجية
- النص الكامل للقرار على undocs.org